# Porto Vitória Futebol Clube
O Porto Vitória Futebol Clube é um clube de futebol profissional brasileiro sediado em Vitória, Espírito Santo. Suas cores são verde e amarelo. O time disputa o Campeonato Capixaba, a principal competição de futebol do Espírito Santo, desde quando conseguiu o acesso em 2022.

## História
Fundado em 2014, o Porto Vitória foi criado para ser referência entre os clubes de futebol no Brasil, tanto na gestão (controle de orçamento) quanto na formação de jogadores. O clube priorizou as categorias de base até 2021, quando adotou um time profissional. No Campeonato Capixaba Série B de 2022, o time perdeu a final para o Atlético Itapemirim, mas garantiu o acesso a primeira divisão.
Em 2024, o clube conquistou seu primeiro título profissional, a Copa ES, após derrotar o Vitória FC por 1 a 0 na final. Na categoria de base, o Porto Vitória conquistou todos os títulos capixabas possíveis.
No Campeonato Capixaba de 2025, o clube conseguiu pela primeira vez chegar a final e se classificar para a Copa do Brasil de 2026 ao reverter uma vantagem de 0–1 do Vitória FC no jogo de ida para 2–1 no segundo jogo no Ninho da Águia durante as semifinais.

## Estatísticas

### Participações
|  | Participações em 2026 |

| Competição              | Competição          | Temporadas | Melhor campanha     | Estreia | Última | P | R |
| Espírito Santo (estado) | Campeonato Capixaba | 4          | Vice-campeão (2025) | 2023    | 2026   |   | – |
| Espírito Santo (estado) | Série B             | 2          | Vice-campeão (2022) | 2021    | 2022   | 1 |   |
| Espírito Santo (estado) | Copa Espírito Santo | 4          | Campeão (2024)      | 2021    | 2025   |   |   |
| Brasil                  | Série D             | 1          | 42º colocado (2025) | 2025    | 2025   | – |   |
| Brasil                  | Copa do Brasil      | 1          | Estreia (2026)      | 2026    | 2026   |   |   |

## Títulos
- Copa ES (1): 2024

## Categoria de base
Na categoria de base o Porto Vitória dominou o cenário Capixaba no ano de 2024, conquistando todos os títulos.

### Títulos
- Campeonato Estadual Sub-20: 2024
- Campeonato Estadual Sub-17: 2024
- Campeonato Estadual Sub-15: 2024
- Campeonato Estadual Sub-13: 2024, 2025
- Campeonato Estadual Sub-11: 2024, 2025
- Copa ES Sub-20: 2024
- Copa ES Sub-17: 2024
- Copa ES Sub-15: 2024
- Copa ES Sub-13: 2024
- Copa ES Sub-11: 2024